# Tjøtafossen
Tjøtafossen er et vandfald i Briksdalen i Stryn kommune i Vestland. Den ligger i Tjøtaelva, en lille biflod til Briksdalselva i Oldenvassdraget. Tjøtafossen ligger lige ved den kendte Briksdalsbreen og falder ned mod bræsøen ved foden af gletcheren. Vandfaldet har relativt lille vandføring og er størst under tøbruddet om foråret.